# فرانك كرو
فرانك كرو (بالإنجليزية: Frank Crowe)‏ هو مخترِع ومهندس أمريكي، ولد في 12 أكتوبر 1882 في كيبك في كندا، وتوفي في 26 فبراير 1946 في كاليفورنيا في الولايات المتحدة.